# Криворівнянська сільська рада
| Криворівнянська сільська рада — орган місцевого самоврядування у Верховинському районі Івано-Франківської області з адміністративним центром у с. Криворівня. Водоймища на території, підпорядкованій даній раді: річка Чорний Черемош. Сільській раді підпорядковані населені пункти: - с. Криворівня - с. Бережниця |

## Склад ради
Рада складається з 15 депутатів та голови.

### Керівний склад ради
| ПІБ                      | Основні відомості                                                                          | Дата обрання | Дата звільнення |
| ------------------------ | ------------------------------------------------------------------------------------------ | ------------ | --------------- |
| Зеленчук Василь Іванович | Сільський голова, 1973 року народження, освіта, безпартійний                               | 26.03.2006   | 31.10.2010      |
| Зеленчук Василь Іванович | Сільський голова, 1973 року народження, освіта вища, член політичної партії 'Наша Україна' | 31.10.2010   |                 |

Примітка: таблиця складена за даними джерела

## Населення
Згідно з переписом УРСР 1989 року чисельність наявного населення сільської ради становила 1806 осіб, з яких 832 чоловіки та 974 жінки.
За переписом населення України 2001 року в сільській раді мешкали 1802 особи.

### Мова
Розподіл населення за рідною мовою за даними перепису 2001 року:
| Мова       | Відсоток |
| ---------- | -------- |
| українська | 99,94 %  |
| російська  | 0,06 %   |